# 拉貝林托區
拉貝林托區（西班牙語：Distrito de Laberinto），是秘魯的一個區，位於該國東南部馬德雷德迪奧斯大區的坦博帕塔省，始建於1994年12月9日，面積2,760.9平方公里，海拔高度200米，2005年人口4,954，人口密度每平方公里1.8人。